# Список українських художників
|  | Службовий список статей, створений для координації робіт з розвитку теми. Це попередження не встановлюється на інформаційні списки і глосарії. |

Список Українських художників. У списку приблизно 1056 художників.
- В алфавітному порядку

## А
- Ааронський Федір Іванович
- Абрамов Віктор Прокопович
- Абрисовський Савин Йосипович
- Августин, син Бажея
- Авдоніна-Шпергль Галина Федорівна
- Аверін Всеволод Григорович
- Аверков Павло Петрович
- Авраменко Василь Кузьмович
- Агніт-Следзевський Казимир Генріхович
- Агорн Андрій
- Адамант Самійло
- Адаменко Станіслав Михайлович
- Адамкевич Віктор Владиславович
- Адамович Сергій Тадейович
- Айвазовський Іван Костянтинович
- Акіньшин Михайло Васильович
- Акішина Ганна Іванівна
- Аксінін Олександр Дмитрович
- Алексєєв Петро
- Александров Олександр Іванович
- Александрович-Дочевський Андрій Ігорович
- Александрович Ігор Борисович
- Александрочкін Юрій Михайлович
- Алексоматі Микола Харлампійович
- Алісов Михайло Олександрович
- Алфєєва Світлана Іванівна
- Альбіновська-Мінкевич Софія Юліанівна
- Альбічук Василь
- Альтман Натан Ісайович
- Альхімович Дем'ян Петрович
- Альшиць Леон Якович
- Анастазієвський Микола
- Анатолій (художник)
- Ангельський Дмитро Іванович
- Андієвська Емма
- Андрієвський Леонід Іванович
- Андрієнко-Нечитайло Михайло Федорович
- Андрій (живописець)
- Андрійчук Іван Гнатович
- Андрійчук Михайло Омелянович
- Андрусів Петро Стефанович
- Андрушко Василь Іванович
- Андрущенко Микола Дмитрович
- Анісімов Микола Олексійович
- Антип Петро Іванович
- Антоненко Ігор Дмитрович
- Антонова Яна Вікторівна
- Антонюк Андрій Данилович
- Антонюк Олександр Анатолійович
- Антончик Михайло Владиславович
- Аполлонов Іван Григорович
- Арнаутов Віктор Михайлович
- Аронець Василь Володимирович
- Артамонова Інна Василівна
- Артамонов Олексій Михайлович
- Артим Дмитро Іванович
- Артим Ольга Марківна
- Арутюнян Олена Євгенівна
- Архипенко Олександр Порфирович
- Арцибашев Борис Михайлович
- Атаян Гаяне Арменівна
- Ацманчук Олександр Павлович

## Б
- Бабіч Геннадій Іванович
- Бабіч Сергій Юрійович
- Бабій Іван Олексійович
- Бабій Михайло Васильович
- Бабійчук Георгій Євдокимович
- Бабак Микола Пантелеймонович
- Бабак Олександр Петрович
- Бабак Петро Іванович
- Бабак Тамара Іванівна
- Бабенцов Віктор Володимирович
- Багаутдінов Рафаель Махмудович
- Багаутдінов Рем Махмудович
- Багнюк Надія Михайлівна
- Базак Марта Іванівна
- Базилєв Микола Іванович
- Базилєв Сергій Миколайович
- Базилевський Іван Іванович
- Баклицький Вудон Іванович
- Балагурак Іван Васильович
- Балан Іван Дмитрович (художник)
- Балановський Юрій Васильович
- Баликов Юрій Євдокимович
- Де Бальмен Яків Петрович
- Бальцеровський Федір
- Баляс Володимир Олексійович
- Банах Степан Мирославович
- Баранник Сергій Олексійович
- Баранов-Росіне Володимир Давидович
- Баранько Ігор
- Барболюк Парфеній Олексійович
- Барвінок Володимир Іванович
- Баринова-Кулеба Віра Іванівна
- Бароянц Михайло Сергійович
- Бартосік Микола Григорович
- Батюшков Василь Миколайович
- Башкирцева Марія Костянтинівна
- Безпалків Ольга Володимирівна
- Безпалків Роман Михайлович
- Безперчий Дмитро Іванович
- Безуглий Данило Іванович
- Беклемішева Ірина Михайлівна
- Бельцов Георгій Іванович
- Бендрик Микола Кузьмович
- Беркович Григорій Борисович
- Беркос Михайло Андрійович
- Бернадський Валентин Данилович
- Бернацький Володимир Нифонтович
- Бернштейн Михайло Давидович
- Бесєдін Сергій Фотійович
- Биков Іван Єгорович
- Бідняк Микола Петрович
- Білан Петро Ілліч
- Біланіна Марія Миколаївна
- Білас Михайло Якович
- Білетіна Катерина
- Білецький Ігор Вікентійович
- Білінська-Богданович Анна
- Білокінь Надія Аврамівна
- Білокур Катерина Василівна
- Білостоцький Анатолій Юхимович
- Білявський Остап
- Бірюков Юрій Іванович
- Бобрі Володимир (Бобрицький)
- Бовкун Володимир Онисимович
- Богомазов Олександр Костянтинович
- Бодаревський Микола Корнилович
- Боднар Ігор Ярославович
- Божій Михайло Михайлович
- Божко Ніна Григорівна
- Бойко Федір Кіндратович
- Бойчук Михайло Львович
- Бойчук Тимофій Львович
- Бокшай Йосип Йосипович
- Болдирєв Володимир Степанович
- Бондар Микола Олександрович
- Бондаренко Григорій Антонович
- Бондаренко Юрій Іванович
- Боня Григорій Васильович
- Борецька Надія Анатоліївна
- Борисова Олена Миколаївна
- Борисовець Валентин Павлович
- Борисполець Платон Тимофійович
- Боровиковський Володимир Лукич
- Боровіков Олександр Якович
- Боровський-Бродський Давид Львович
- Бородай Олександр Андрійович
- Браз Йосип Еммануїлович
- Бракман Роберт
- Братков Сергій Анатолійович
- Братченко Леонід Сергійович
- Брик Дмитро Іванович
- Бринський Михайло Федорович
- Бринюк Іван Семенович
- Бродлакович Ілля
- Будкевич Йосип-Казимир Костянтинович
- Будник Микола Петрович
- Букатевич Микола Петрович
- Булавицький Олекса Васильович
- Бумба Михайло Миколайович
- Бурачек Микола Григорович
- Бурд Ярослав Антонович
- Бурлюк Давид Давидович
- Бурлюк-Кузнецова Людмила Давидівна
- Буртовий Анатолій Миколайович
- Бурячок Іван Мартинович
- Бутковська Світлана Іванівна
- Бутник Степан Данилович
- Бутович Микола Григорович
- Буханець Михайло Самійлович
- Буцманюк Юліан

## В
- Віктор Мусі
- Віктор Орлі
- Вікторжевська Зінаїда Власівна
- Вінтенко Борис Михайлович
- Вайсблат Йосип Наумович
- Вайсбург Юхим Юхимович
- Вакер Микола
- Вакс Борис Йосипович
- Вакула Раїса Савівна
- Вакуленко Юрій Євгенович
- Васецький Григорій Степанович (художник)
- Василащук Ганна Василівна
- Василенко Володимир Вікторович
- Васильківський Сергій Іванович
- Васько Гаврило Андрійович
- Васьков Іван Андрійович
- Васютинський Антон Федорович
- Вележева Ніна Олексіївна
- Венгринович Іван Остапович
- Вендзилович Іван Лукич
- Вербицький Георгій Миколайович
- Вергун Наталія Іванівна
- Верес Ганна Іванівна
- Верна Петро Петрович
- Верхола Трохим Федорович
- Винників Іванна
- Винниченко Володимир Кирилович
- Витягловська Тетяна Володимирівна
- Витягловський Михайло Володимирович
- Войталюк Петро Броніславович
- Войтенко Валентин Андрійович
- Войтович Іванна Іванівна
- Войтович Валерій Миколайович
- Войтович Олександр Ігорович
- Волков Василь Олексійович
- Воронюк Володимир Анатолійович
- Володимир Макаренко
- Володимир Немира
- Волокидін Павло Гаврилович
- Волошин Максиміліан Олександрович
- Волощук Микола Іванович
- Енді Воргол
- Воронюк Володимир
- Ворохта Микола Іванович
- Врона Іван Іванович
- Врубель Михайло Олександрович

## Г
- Гілевич Адель Григорівна
- Гінзбург Віталій Аркадійович
- Габ'як Богдан Йосипович
- Гавриленко Григорій Іванович
- Гаврилюк Іван Михайлович
- Гаврилюк Володимир Семенович
- Гаврилюк Юхим Семенович
- Гайдук Іван Михайлович
- Ганзен Олексій Васильович
- Гапчинська Євгенія
- Гарасевич Іван Дем'янович
- Гарбуз Володимир Васильович
- Гаркавенко Галина Іллівна
- Гаркуша Нінель Леонідівна
- Гвоздик Кирило Васильович
- Ге Микола Миколайович
- Герасимчук Сергій Іванович
- Гермак Роман Романович
- Гладких Олена Едуардівна
- Глоговський Юрій Якович
- Глущенко Микола Петрович
- Глюк Гаврило Мартинович
- Гніздовський Яків Якович
- Гнилицький Олександр Анатолійович
- Голінчак Степан Олексійович
- Юхим Голишев
- Головко Борис Олександрович
- Головко Дмитро Федорович
- Головчак Петро
- Голозубів Володимир Васильович
- Голота Петро Іванович
- Голосій Олег Миколайович
- Голуб Олена Євгенівна
- Голубовський Захарій
- Голуб'ятников Павло Костянтинович
- Гоменюк Софія
- Гоменюк Ярина
- Гоноболіна Ольга Чарльзівна
- Гонтаров Віктор Миколайович
- Гонца Ася
- Гончар Іван Макарович
- Горбань Олександр Ростиславович
- Гординський Святослав Ярославович
- Горняткевич Дем'ян Антонович
- Горобець Павло Матвійович
- Городецька Інна Олександрівна
- Горонович Андрій Миколайович
- Горська Алла Олександрівна
- Готтліб Маврикій
- Грабовський Войцех
- Грачова Алла Олексіївна
- Грейм Ян Михайлович
- Грен Олександр Львович
- Григор'єв Сергій Олексійович
- Гринюк Леонтій Назарович
- Грицей Оксана Йосипівна
- Грищенко Олексій Васильович
- Грищук Іван Петрович
- Громницький Павло Антонович
- Грудзинська Оксана Аркадіївна
- Грузберг Семен Борисович
- Гуєцький Сімка Нусенович
- Гузь Ніна Григорівна
- Гуменюк Феодосій Максимович
- Гурін Василь Іванович
- Гурістюк Олександр Петрович
- Гусятинський Анатолій Маркович
- Гуцалюк Любослав

## Ґ
- Ґец Лев Львович

## Д
- Дідик Іван Михайлович
- Дідишин Михайло Ількович
- Дідула Володимир Петрович
- Данилів Ярослав Ярославович
- Дев'янін Анатолій Михайлович
- Дейсун Віктор Миколайович
- Дела-Вос-Кардовська Ольга Людвігівна
- Делоне Соня
- Демінський Віктор Степанович
- Денисенко Леонід Дмитрович
- Денисов Володимир Данилович
- Дерегус Михайло Гордійович
- Дереза Анатолій Федорович
- Деркач Іван Єгорович
- Деяк Михайло Михайлович
- Джарти Лариса Михайлівна
- Джон Д. Грехем
- Джус Людмила Тимофіївна
- Джус Степан Петрович
- Джус Тарас Степанович
- Дзиндра Євген Васильович
- Дзиндра Михайло Васильович
- Дзюбенко Володимир Степанович
- Дмитренко Михайло
- Добровольська Ядвіга Станіславівна
- Добровольський Віталій Дмитрович
- Добровольський Дмитро
- Добровольський Одо
- Довгаль Олександр Михайлович
- Довгалюк Віктор Олександрович
- Довгань Михайло Васильович
- Довженко Анатолій Іванович
- Довженко Григорій Овксентійович
- Довженко Ольга Анатоліївна
- Долинський Лука
- Дольницька Марія
- Драган Тарас Миколайович
- Драйцун Марк Олексійович
- Драк Абрам Матвійович
- Древецький Анатолій Анатолійович
- Дровняк Никифор
- Друмерецька Людмила Акимівна
- Дубинський Георгій Миколайович
- Дубровський Володимир Васильович (художник)
- Думитрашко Костянтин Дмитрович
- Дюрич Ігор Олексійович
- Дядинюк Василь Андрійович
- Дядченко Григорій Кононович
- Дяченко Юрій Олександрович

## Е
- Екстер Олександра Олександрівна
- Емма Олена Григорівна
- Епамінандос Бучевський
- Епштейн Марко Ісайович
- Ерделі Адальберт Михайлович
- Ерте

## Є
- Єгіазарян Борис
- Єрмаков Богдан Олександрович
- Єрмилов Василь Дмитрович

## Ж
- Жілінскайте Христина Казимирівна
- Жаков-Титаренко Порфирій Дмитрович
- Жданко Ірина Олександрівна
- Железняк Омелян Савелійович
- Жемчужников Лев Михайлович
- Жилко Віктор Федотович
- Жилко Лариса Миколаївна
- Жичук Ірина Миколаївна
- Жоголь Людмила Євгенівна
- Жудін Дмитро Ананійович
- Жук Михайло Іванович
- Журавський Георгій Іванович

## З
- Зілінко Ігор
- Забашта Ілля Федосійович
- Заблуда Анатолій Федорович
- Зав'ялова Дарія Анатоліївна
- Завадовський Іван Степанович
- Завгородній Анатолій Петрович
- Загубибатько Віктор Семенович
- Задорожний Іван-Валентин Феодосійович
- Закревський Микола Васильович
- Заливаха Опанас Іванович
- Замирайло Віктор Дмитрович
- Зарецький Віктор Іванович
- Зарицька Софія
- Заруба Костянтин Васильович
- Заузе Володимир Християнович
- Захарчук Олексій Миколайович
- Захаров Федір Захарович
- Зацеркляна Тетяна Антонівна
- Зацеркляний Микола Григорович
- Заяць Михайло Степанович
- Звіринський Карло Йосипович
- Зелінський Володимир Анатолійович
- Зноба Іван Степанович
- Золотов Григорій Олександрович
- Зорко Юрій Валентинович
- Зяблюк Андрій Михайлович

## Й
- Йосип Іванович
- Йоффе Семен Ісайович

## К
- Кідер Фелікс Іхільович
- Кізімов Юрій Іванович
- Кізімова Олена Геннадіївна
- Комм Анастасія Андріївна
- Кізенко Нестор Митрофанович
- Кірич Едуард Ілліч
- Кішкурно Олена Петрівна
- Кабаков Ілля Йосипович
- Калашник Яків Петрович
- Калинович Іван Олексійович
- Калинович Степан-Сава
- Калиновський Лаврентій
- Тимофій Калинський
- Калмиков Олександр Федорович
- Калуга Ганна Максимівна
- Камінський Федір Федорович
- Камишний Костянтин Кузьмович
- Каплан Марко Якович
- Капленко В'ячеслав Олександрович
- Карабулін Борис Миколайович
- Карась Йосип Ілліч
- Кармазин-Каковський Всеволод
- Кармазь Микола Опанасович
- Карташова Вікторія Іванівна
- Касіян Василь Ілліч
- Касевич Степан Данилович
- Каспрук Віталій Кононович
- Катеринюк Михайло Васильович
- Кауфман Влодко
- Кафарський Юрій Дамазійович
- Кац Адам Захарович
- Качанов Костянтин Силович
- Кашшай Антон Михайлович
- Квасниця-Амбіцька Лілея Миронівна
- Квятковський Іван Іванович
- Кецало Зеновій Євстахович
- Киричко Петро Іванович
- Киселиця Одарка Олексіївна
- Клапоух Юрій Олексійович
- Клементьєв Юрій Леонідович
- Клименко Федір Максимович
- Кобилянський Степан Юліанович
- Коваленко Григорій Олексійович
- Ковальов Віктор Васильович
- Ковальчук Вікторія Володимирівна
- Ковальчук Олександр Михайлович
- Ковжун Павло Максимович
- Ковтун Віктор Іванович
- Ковтун Павло Михайлович
- Козак Едвард
- Козик Михайло Якимович
- Кокель Олексій Опанасович
- Кокоячук Володимир Олексійович
- Колос Сергій Григорович
- Комашко Василь Олександрович
- Комендант Олег Юрійович
- Коморний Сергій В'ячеславович
- Конардова Олександра Дмитрівна
- Коновалюк Федір Зотикович
- Конончук Сергій Пилипович
- Копійковський Федір Миколайович
- Копистинський Теофіл Дорофійович
- Копчак Андрій Юрійович[1]
- Копчак Віра Іванівна[2]
- Копчак Юрій Іванович[3]
- Корінь Григорій Ількович
- Коренєв В'ячеслав Федорович
- Корнієнко Оксана Іванівна
- Королів Василь Костянтинович
- Корольов Валентин Олексійович
- Корчинський Василь Леонтійович
- Косар Орест Ярославович
- Костін Володимир Володимирович
- Костанді Киріак Костянтинович
- Костецький Володимир Миколайович
- Костецький Олександр Володимирович
- Костюк Анатолій Антонович
- Костюченко Олег Євгенович
- Косьяненко Катерина Володимирівна
- Котек Ніна В'ячеславівна
- Котков Ернест Іванович
- Кофанов Віктор Іванович
- Коцка Андрій Андрійович
- Кошовий Степан Львович
- Кравченко Петро Іванович
- Кравченко Петро Митрофанович
- Крамаренко Лев Юрійович
- Красицький Фотій Степанович
- Красневич Ярослав Миколаєвич
- Краснов Борис Аркадійович
- Крендовський Євграф Федорович
- Криволап Анатолій Дмитрович
- Криворучко Орест Іванович
- Крижанівський Віталій Троадійович
- Крижицький Костянтин Якович
- Крислач Іван Михайлович
- Кричевський Василь Васильович
- Кричевський Василь Григорович
- Кричевський Федір Григорович
- Крохмаль Іван Іванович
- Крошицький Михайло Павлович
- Крушельницький Іван Антонович
- Куїнджі Архип Іванович
- Кудлаєнко Дмитро Нестерович
- Кузнецов Ксанфій Андрійович
- Кузьмінков Лель Миколайович
- Кузьмович Теофіл-Ізидор Васильович
- Кулець Іван
- Кульчицька Олена Львівна
- Кумановський Микола Іванович
- Купчишин Володимир Маркевич
- Курак Станіслав Петрович
- Курах Іван Степанович
- Курилас Осип Петрович
- Курліков Борис Семенович
- Кутинська Віра Іванівна
- Куц Валентин Павлович
- Кущ Анатолій Васильович

## Л
- Лісенбарт Олександр Костянтинович
- Лісняк Юрій Якович
- Лісовський Роберт Антонович
- Ліщинський Любарт
- Лабенок Леонід Васильович
- Лавріненко Іван
- Лавро Кость
- Лагутіна Зетта Дмитрівна
- Лазарєв Віталій Федорович
- Лазаревська Юлія Леонідівна
- Лазаревська-Дикарєва Тетяна Леонідівна
- Лазарчук Андроник Григорович
- Лапченко Григорій Гнатович
- Лебідь Микола Якович
- Лебедєва Лілія Георгіївна
- Левін Василь Миколайович
- Левадський Георгій Зіновійович
- Левитська Ірина Георгіївна
- Левитська Марія Сергіївна
- Левицька Софія Пилипівна
- Левицький Григорій Кирилович
- Левицький Дмитро Григорович
- Левицький Леопольд Іванович
- Левицький Мирон
- Левицький Михайло Васильович (поет)
- Левич Яким Давидович
- Левків Тарас Богданович
- Левченко Петро Олексійович
- Лепкий Богдан Сильвестрович
- Лесик Олександр Володимирович
- Лесюк Юрій Петрович
- Лещенко Євген Олександрович
- Липовий Володимир Петрович
- Литвин Іван Іванович
- Литвин Леонід Єгорович
- Литвин Олександр Ілліч
- Литвин Павло Григорович
- Литвиненко Валентин Гаврилович
- Литовченко Іван Семенович
- Литовченко Марія Тимофіївна
- Литовченко Олександр Дмитрович
- Лихоносов Володимир Васильович
- Лихота Михайло
- Ліпецький Євзебій Олександрович
- Логвин Юрій Григорович
- Ломака Володимир Васильович
- Ломикін Костянтин Матвійович
- Лопата Василь Іванович
- Лопухов Олександр Михайлович
- Лосенко Антон Павлович
- Лукавецький Ярослав
- Лукомський Георгій Крискентійович
- Луцкевич Юрій Павлович
- Лятуринська Оксана
- Ляхович Ярина

## М
- Магмедов Георгій Іванович
- Магмедова Валентина Хомівна
- Магро Петро
- Мазепа-Коваль Галина Ісааківна
- Мазур Микола Іванович
- Майєр Іунія Григорівна
- Макаренко Володимир
- Макаренко Світлана
- Маков Павло
- Максименко Петро Степанович
- Максимова Наталя Петрівна
- Максимович Всеволод Миколайович
- Малевич Казимир Северинович
- Малюца Антін Іванович
- Мамчич Степан Гаврилович
- Манайло Федір Федорович
- Манастирський Антін Іванович
- Манастирський Вітольд Антонович
- Мане-Кац
- Маневич Абрам Аншелович
- Манн Олекса
- Маркович Петро
- Мартинець Олександр Васильович
- Мартинович Порфирій Денисович
- Марценюк Володимир Вікторович
- Марценюк Ніна Степанівна
- Марченко Микола Дмитрович
- Марчук Іван Степанович
- Маслянников Віктор Леонідович
- Мастикаш Михайло Васильович
- Мась Оксана Миколаївна
- Матвєєв Олексій Миколайович
- Медвідь Любомир Мирославович
- Меллер Вадим Георгійович
- Мельник Микола Панасович
- Мельник Олександр Іванович
- Мельничук Неллі Іванівна
- Ментух Андрій
- Мешкова Людмила Іванівна
- Мигович Ганна Олександрівна
- Мигович Віктор Іванович
- Мигович Іван Васильович
- Мигович Олена Іванівна
- Мигулько Віктор Васильович
- Мигура Іван Детесович
- Микита Володимир Васильович
- Микола Щерба
- Мироненко Василь Федорович
- Мисько Еммануїл Петрович
- Мисько Людмила Василівна
- Мисько Орест Еммануїлович
- Мисько Юрій Еммануїлович
- Михайлів Юхим Спиридонович
- Михальська Валентина Михайлівна
- Мікловда Олександр Іванович
- Міловзоров Олександр Петрович
- Мінчин Абрахам
- Мінько Олег Терентійович
- Мінюра Євдоким Петрович
- Міхновський Сергій
- Мокрицький Аполлон Миколайович
- Молодожанин Леонід Григорович
- Монастирецький Володимир
- Москвітіна Галина Олександрівна
- Московченко Григорій Савелійович
- Музика Ярослава Львівна
- Муравський Микола Антонович
- Мурашко Микола Іванович
- Мурашко Олександр Олександрович
- Мухіна Аделіна Миколаївна

## Н
- Нагулко Юрій Олександрович
- Наконечний Андрій Михайлович
- Наконечний Віктор Андрійович
- Налепинська-Бойчук Софія Олександрівна
- Нарбут Георгій Іванович
- Нарбут Данило Георгійович
- Насєдкін Анатолій Леонідович
- Наумов Анатолій Михайлович
- Невінчана Галина Вікторівна
- Негода Борис Михайлович
- Неділка Самійло
- Нестеровська Галина Андріївна
- Ніколенко Степан Федорович
- Нілус Петро Олександрович
- Новаківський Олекса Харлампійович
- Новаков Валерій Михайлович
- Носар Тарас Всеволодич
- Носко Петро Васильович

## О
- Обаль Петро Павлович
- Одайник Оксана Вадимівна
- Олексієнко Олена Олексіївна
- Олексій Татаров
- Олександр Аккерман
- Олемпіюк Геннадій Миколайович
- Оленська-Петришин Аркадія
- Омельчук Катерина Володимирівна
- Онацький Никанор
- Онуфрів Олена Іванівна
- Орленко Павло Дем'янович
- Орловський Володимир Донатович
- Осінчук Михайло Іванович
- Осмьоркін Олександр Олександрович
- Остап Оброца
- Остапенко Василь Макарович
- Остафійчук Іван Васильович
- Охапкін Олександр Ігорович

## П
- Пацан Юрій Іванович
- П'ятаченко Сергій Васильович
- Піаніда Борис Микитович
- Пігель Юлія Романівна
- Піддубна Тетяна Вікторівна
- Пілюгіна Ольга Євгеніївна
- Пінігін Володимир Кирилович
- Пілюгін Євген Іванович
- Піскорський Костянтин Володимирович
- Пітенін Євген Дмитрович
- Павленко Григорій Олексійович
- Павленко Наталія Митрофанівна
- Павленко Оксана Трохимівна
- Павлович Володимир Назарович
- Павлович Юрій Юрійович
- Павлотос Валерій Павлович
- Падалка Іван Іванович
- Палій Ліда
- Паламар Григорій
- Пальмов Віктор Никандрович
- Панаєва Муза Миколаївна
- Панко Федір Савович
- Панькевич Юліан Іванович
- Паньок Ілля Володимирович
- Парфенюк Олена Павлівна
- Пастухов Борис Іванович
- Пата Тетяна Якимівна
- Патик Володимир Йосипович
- Педан Адольф Мелентійович
- Передерій Олег Феофанович
- Перепічай Віктор Вадимович
- Петрик Андрій Іванович
- Петрицький Анатолій Галактіонович
- Петров Іван Семенович
- Петрова Олександра Василівна
- Пилипенко-Кардиналовська Міртала Сергіївна
- Пимоненко Микола Корнилович
- Писар Юрій Юрійович
- Писарчук Микола Олексійович
- Пламеницький Анатолій Олександрович
- Побережна Світлана Миколаївна
- Погрібняк Микола Степанович
- Лесь Подерв'янський
- Подерв'янський Сергій Павлович
- Подольчак Ігор Володимирович
- Покотюк Анатолій Стратонович
- Поліщук Наталія Юріївна
- Полтавець Віктор Васильович
- Полунін Михайло Степанович
- Польовий Геннадій Петрович
- Польовий Василь Петрович
- Поляк Сергій Федорович
- Попінова Галина Миколаївна
- Попенко Ірина Костянтинівна
- Попов Микола Тарасович
- Потапенко Андрій Ілліч
- Похитонов Іван Павлович
- Пошивайло Явдоха Данилівна
- Поярков Сергій
- Прахов Адріян Вікторович
- Прахов Микола Адріянович
- Превлоцький Степан Степанович
- Прехтль Йозеф
- Приймаченко Марія Оксентіївна
- Прокопець Георгій Мефодійович
- Прохоров Семен Маркович
- Прядка Володимир Михайлович
- Пстрак Ярослав Васильович
- Псьол Глафіра Іванівна
- Пузирков Віктор Григорович
- Путря Саша
- Пущенко Сергій Миколайович

## Р
- Раков Михайло
- Рєзник Ігор Олександрович
- Рєзник Микола Миколайович
- Рєпін Ілля Юхимович
- Різниченко Федір Петрович
- Поліна Райко
- Раєвська-Іванова Марія Дмитрівна
- Радванський Андрій
- Радиловський Юрій
- Радиш Мирослав Дмитрович
- Радченко Гліб
- Раковський Михайло Павлович
- Ралко Марія Олександрівна
- Рашевський Іван Григорович
- Решетников Ярослав Михайлович
- Рибальченко Михайло Андрійович
- Рибачук Ада Федорівна
- Рибачук Віктор Іванович
- Рибачук Марина Василівна
- Роєвич Дем'ян
- Роїк Віра Сергіївна
- Енріке Фернандес Родригес
- Рожков Олександр Анатолійович
- Рожок Степан
- Розвадовський В'ячеслав Костянтинович
- Розенбаум Соломон Аронович
- Розсоха Леонід Семенович
- Ройтбурд Олександр Анатолійович
- Рокачевський Опанас Юхимович
- Рокицький Микола Андрійович
- Романишин Михайло Миколайович
- Романишин Роман Дмитрович
- Романович Василь
- Романчук Антін
- Романчук Тит Юліанович
- Роп'яник Ігор Остапович
- Рошкович Гнат Гнатович
- РУБ (група)
- Рубо Франц Олексійович
- Рудакевич-Базюк Стефанія
- Рудько Сталіна Павлівна
- Рута Анджей
- Рябченко Василь Сергійович
- Рябченко Сергій Васильович
- Рябченко Степан Васильович

## С
- Сігетій Степан Васильович
- Сільваші Тіберій Йосипович
- Сіробаба Микола Васильович
- Сіробаба-Климко Віра
- Січинський Теодосій
- Саєнко Ніна Олександрівна
- Саєнко Олександр Ферапонтович
- Сабадиш Петро Євлампійович
- Саблучок Іван Семенович
- Савадов Арсен Володимирович
- Савенков Віктор Якович
- Савин Віктор Маркіянович
- Савченко-Більський Олександр Васильович
- Сагайдачний Євген Якович
- Садиленко Юрій
- Садовський Віталій Михайлович
- Сажин Михайло Макарович
- Сазонова Валентина Григорівна
- Сальман Олександр Васильович
- Самокиш Микола Семенович
- Самусєв Євген Федорович
- Сандула Валерій Миколайович
- Сапанович Алла Василівна
- Сапожников Михайло Іванович
- Сарма-Соколовський Микола Олександрович
- Сафонов Тимофій Олексійович
- Сахалтуєв Радна Пилипович
- Сахновська Олена Борисівна
- Свідерський Венедикт Дмитрович
- Світлицький Григорій Петрович
- Світличний Єфрем Павлович
- Світославський Сергій Іванович
- Свириденко Володимир
- Йосиф Свобода (художник)
- Святченко Сергій
- Северин Іван Митрофанович
- Северин Юрій Володимирович
- Севрук Галина Сильвестрівна
- Седляр Василь Теофанович
- Селівачов Михайло Романович
- Селівачов Роман Олексійович
- Селезньов Іван Федорович
- Сельська Марія Іванівна
- Сельський Роман Юліанович
- Семан Ференц Іванович
- Семашко Людмила Миколаївна
- Семерньов Віктор Михайлович
- Семесюк Іван Леонідович
- Семикіна Людмила Миколаївна
- Сенишин Лев
- Сенченко Георгій Миколайович
- Сенькович Федір
- Серветник Станислав Мар'янович
- Сергеєв Микола Олександрович
- Серебрякова Зінаїда Євгенівна
- Середа Антон Хомич
- Серцова Валентина Германівна
- Сидоренко Віктор Дмитрович
- Сидоренко Петро Семенович
- Сидорчук Василь Іванович
- Сидорук Володимир Федорович
- Сизиков Валентин Васильович
- Сильвестров Ростислав Васильович
- Симонов Олександр Корнійович
- Симонова Ксенія Олександрівна
- Синицький Володимир Михайлович
- Сиротенко Олександр Іванович
- Сич Михайло Семенович
- Скадовський Микола Львович
- Скирда Юрій Арсенійович
- Склютовський Лазар
- Скобало Іван Михайлович
- Скоробогач Оксана Орестівна
- Скофенко Володимир Федорович
- Скугарєва Марина Вадимівна
- Слабинський Петро Іванович
- Сластіон Опанас Георгійович
- Сластіон Юрій Опанасович
- Слободянюк-Подолян Степан Іванович
- Сльота Петро Дорофійович
- Смерек Мирослав
- Смольський Григорій Степанович
- Сокиринський Григорій Андрійович
- Сокол Володимир Іванович
- Соколан Ярослав Тадейович
- Соколенко Василь Іванович
- Солдатенко Олег Іванович
- Сологуб Андрій Павлович
- Солодовник Сергій Максимович
- Соломуха Антон Павлович
- Сорохтей Осип Йосафатович
- Сосенко Модест Данилович
- Сошенко Іван Максимович
- Станіславський Ян
- Станкевич Софія
- Старостенко Юрій Михайлович
- Стасенко Володимир Васильович
- Стебельський Богдан
- Степанов Дмитро Іванович
- Стефан Маляр
- Стефанович-Ольшанська Михайлина
- Стефанчук Юрій
- Стеценко Богдан Петрович
- Стеценко Василь Кіндратович
- Стеценко Григорій Андрійович
- Стецько Василь Петрович
- Стешенко Сергій Петрович
- Стиранка Марія
- Столиця Євген Іванович
- Стороженко Микола Андрійович
- Стороженко Олекса Петрович
- Станіслав Строїнський
- Струхманчук Яків Михайлович
- Студницька Лілія[4][5][6][7]
- Ступак Юрій Петрович
- Судковський Руфін Гаврилович
- Судомора Охрім Іванович
- Сулименко Петро Степанович
- Супонін Петро Михайлович
- Сурмач-Міллс Мирослава
- Сушельницька Ірина Любомирівна

## Т
- Тістол Олег Михайлович
- Талала Володимир Леонтійович
- Таран Андрій Іванович
- Тарас Більчук
- Тартаковський Ісак Йосипович
- Тартаковський Анатолій Ісакович
- Татаренко Тетяна Володимирівна
- Теренський Микола
- Терещенко Каленик Мефодійович
- Терещенко Софія Мефодіївна
- Терещенко Микола Сергійович
- Тетьора Антон Кирилович
- Тимонішина Оксана Антонівна
- Титла Богдан
- Титла Галина
- Тихий Іван Антонович
- Тихонов Юлій Олександрович
- Тихонова Ніна Олександрівна
- Тишецький Валентин Антонович
- Тишкевич Григорій Антонович
- Тишлек Галина Михайлівна
- Ткаченко Михайло Степанович (художник)
- Ткачик Богдан Іванович
- Товариство південноросійських художників
- Тодоров Михайло Дмитрович
- Токар Марта Василівна
- Токарєв Олександр Віталійович
- Токарєва Лариса Дмитрівна
- Толкачов Зіновій Шендерович
- Толочко Віктор Іванович
- Томасевич Степан
- Томенко Григорій Олексійович
- Трегуб Микола Іванович
- Третяків-Сосницький Олександр
- Трохименко Карпо Дем'янович
- Трохименко Клим
- Трутовський Костянтин Олександрович
- Труш Іван Іванович
- Тряскін Михайло Андрійович
- Туміна Ніна Петрівна
- Турин Роман Миколайович
- Туровський Михайло Саулович
- Туровський Роман Михайлович
- Тушицька Марія

## У
- Уваров Микола Митрофанович
- Уманський Генріх Морисович
- Уманський Моріц Борисович
- Усенко Іван (маляр)
- Устиянович Корнило Миколайович

## Ф
- Філатов Костянтин Володимирович
- Філянський Микола Григорович
- Фіґоль Михайло Павлович
- Фастенко Юрій Петрович
- Фатальчук Володимир Дмитрович
- Федірко Анатолій Михайлович
- Федишин Ірина (малярка)
- Федоренко Борис Михайлович
- Федорів Олег Петрович (художник)
- Федоров Митрофан Семенович
- Федорова Ніна Іванівна
- Федько Володимир Петрович
- Федюк Микола Іванович
- Фельдман Валентин Августович
- Фомін Олександр Іванович (художник)
- Форостецький Василь Федорович
- Форостецький Володимир Васильович
- Фраєрман Теофіл Борисович
- Фрадкін Мойсей Залманович
- Франчук Валерій Олександрович
- Фурлет Анатолій Борисович
- Фурса Оксана Олександрівна

## Х
- Хівренко Віктор Іванович
- Хітриков Василь Пимонович
- Хан Микола Олексійович
- Харик Віктор
- Харків Олекса
- Хасевич Ніл Антонович
- Хворостецький Іван Федорович
- Хижинський Володимир Вікторович
- Химич Юрій Іванович
- Хмелько Михайло Іванович
- Хмельницький Олександр Анатолійович
- Хмелюк Василь Михайлович
- Хмурич Теодор Миронович
- Холодний Петро Іванович
- Холодний Петро Петрович
- Холодовський Михайло Іванович
- Холоменюк Іван Олександрович
- Холостенко Євген В'ячеславович
- Хрусталенко Микола Олександрович
- Хутопила Василь Дмитрович

## Ц
- Целуйко Микола Іванович
- Цехмістр Олександр Іванович
- Цимбал Віктор
- Цимбаліста Василь Володимирович
- Цирлін Володимир Вікторович
- Цисс Григорій Іванович
- Цюпа Оксана Ігорівна

## Ч
- Чайка Сергій Михайлович
- Чайковський Іван
- Чайковський Григорій
- Чалієнко Василь Зиновійович
- Чамата Ігор Павлович
- Чебаник Василь Якович
- Чебикін Андрій Володимирович
- Чегодар Василь Дмитрович
- Чегорка Олександр Тимофійович
- Чеканьов Костянтин Іванович
- Чеканюк Вілен Андрійович
- Чепелик Оксана Вікторівна
- Чепик Михайло Максимович
- Черінько Іван Іванович
- Черкаський Абрам Маркович
- Чернець Олексій Пилипович
- Черников Володимир Михайлович
- Чернов Леонід Іванович
- Чернявський Георгій Георгійович
- Чесноков Павло Васильович
- Честахівський Григорій Миколайович
- Чикін Костянтин Іванович
- Чирко Пилип Антонович
- Чичкан Ілля Аркадійович
- Чичкан Леонід Ілліч
- Чоріс Луїс
- Чорний Михайло Никифорович
- Чорногуз Олена Іванівна
- Чубачівна Оксана Володимирівна
- Чуприна Борис Володимирович
- Чуприна Володимир Григорович
- Чурилов Микола Якович
- Чуря Алла Архипівна

## Ш
- Шавикін Дмитро Миколайович
- Шамрила Микола Пилипович
- Шаповал Борис
- Шарай Ганна Григорівна
- Шарапов Михайло Олексійович
- Шарик (художник)
- Шаронов Михайло Андрійович
- Шаталін Віктор Васильович
- Шатківський Олекса Якович
- Шафранко Іван
- Швачунов Ігор Юрійович
- Швець Надія Федорівна
- Шевченко Анатолій Семенович
- Шевченко Олександр Вікторович
- Шевченко Тарас Георгійович
- Шевченко Тарас Григорович
- Шевченко Федір Федорович
- Шейкін Едуард Костянтинович
- Шелюто Микола Андрійович
- Шендель Володимир Степанович
- Шепа Антон Олексійович
- Шептицька Софія
- Шеремет Олександр Миколайович
- Шеремет Олександр Петрович
- Шестеренко Алла Іванівна
- Шехтман Мануїл Йосипович
- Шимонович-Семигиновський Юрій Елевтерій
- Шифрин Ніссон
- Шишко Григорій Гордійович
- Шишко Сергій Федорович
- Шишков Юрій Миколайович
- Шлейфер Павло Іванович
- Шматько Микола Гаврилович
- Шовкуненко Олексій Олексійович
- Шолдра Діонізій
- Шолтес Золтан Іванович
- Шостак Петро
- Шпак Василь Пилипович
- Шпергль Анатолій Мефодійович
- Шрамченко Микола
- Шрейдер Єгор Єгорович
- Штільман Ілля Нісонович
- Штанко Катерина Володимирівна
- Штернберг Василь Іванович
- Штогрин Антоніна Олексіївна
- Штонь Григорій Максимович
- Шульга Іван Миколайович
- Шульга Ілля Максимович
- Бруно Шульц
- Шупляк Олег Ілліч
- Шурупов Костянтин Олексійович

## Щ
- Щеглов Олексій Михайлович
- Щербак Микола (маляр)
- Щербатенко Юрій Володимирович
- Щербина Галина Михайлівна

## Ю
- Югай Володимир Миколайович
- Юзефович Наталія Володимирівна
- Юнгвальд-Хількевич Георгій Емілійович
- Юсов Федір
- Юхно Іван Іванович
- Юхно-Гуревич Ганна

## Я
- Яблоновський Антон Васильович
- Яблонська Тетяна Нилівна
- Яблонська Олена Нилівна
- Яблонська Ольга Данилівна
- Яблонський Мартин
- Яблуновський Петро Антонович
- Яворський Леонід Федорович
- Ягода Мирослав
- Якимченко Олександр
- Якимчук Олександр Степанович
- Яковенко Олена Миколаївна
- Яковенко Петро Максимович
- Якутович Георгій В'ячеславович
- Якутович Сергій Георгійович
- Яланський Андрій Вікторович
- Яловенко Олександр Іванович
- Янголь Олексій Григорович
- Яновський Володимир Костянтинович
- Яременко Гнат Гаврилович
- Яремич Степан Петрович
- Яремків Михайло Миколайович
- Ярешко Сергій Павлович
- Яровий Михайло Михайлович
- Яровий Степан Калинович
- Яроменок Юрій Іванович
- Ярошенко Микола Олександрович
- Ясько Віталій Васильович
- Ятченко Юлій Миколайович
- Яхимович Теодор
- Яценко Володимир Федосійович
- Яцько з Вишні

## Ґ
- Ґавдзінський Альбін Станіславович
- Ґец Лев Львович